# Zbigniew Sączek
Zbigniew Sączek (ur. 20 lipca 1952 w Wygodzie) – polski piłkarz i trener piłkarski.

## Życiorys
Jest wychowankiem Lotu Konopiska. W latach 1972–1973 grał w RKS Grodziec, a następnie – do 1974 roku – w Górniku Wojkowice. Na przełomie 1974 i 1975 roku przeszedł do Zagłębia Sosnowiec, kiedy to trenerami klubu byli Jan Liberda i Kazimierz Trampisz.
W I lidze zadebiutował 9 marca 1975 roku w wygranym 1:0 spotkaniu z Gwardią Warszawa, a pierwszego ligowego gola dla Zagłębia strzelił 20 września 1975 roku w wygranym 3:1 meczu z ŁKS Łódź. W 1977 roku strzelił zwycięskiego gola w finale Pucharu Polski, w którym Zagłębie ograło 1:0 Polonię Bytom. Ogółem w I lidze rozegrał 163 mecze, w których strzelił dziewięć bramek. Sześciokrotnie wystąpił ponadto w reprezentacji Polski B. Ostatni mecz w Zagłębiu Sosnowiec rozegrał w 1981 roku. Następnie doznał kontuzji kolana, po której przerwał karierę i rozpoczął pracę z juniorami Zagłębia Sosnowiec. W 1983 roku wyjechał do Francji, zostając piłkarzem CO du Puy. W sezonie 1983/1984 awansował z tym klubem do Division 2. W CO du Puy grał do 1985 roku.
Po zakończeniu kariery piłkarskiej został trenerem. Początkowo był asystentem trenera w Górniku Sosnowiec. W sezonie 1988/1989 wspólnie z Marianem Chabrzykiem prowadził Wartę Zawiercie. Piłkarze wywalczyli wówczas awans do klasy okręgowej (czwarty poziom). Następnie trenował piłkarki Zagłębianki Dąbrowa Górnicza, zdobywając z tym klubem mistrzostwo Polski w 1990 roku. W połowie lat 90. prowadził juniorów Zagłębia Sosnowiec. Był ponadto szkoleniowcem Unii Oświęcim i Przemszy Siewierz, a w 2014 roku prowadził Lot Konopiska.
Jest starszym bratem Wojciecha, także piłkarza.

## Statystyki ligowe
| Sezon         | Klub               | Liga       | Mecze | Gole |
| ------------- | ------------------ | ---------- | ----- | ---- |
| 1974/1975 (w) | Zagłębie Sosnowiec | I liga     | 10    | 0    |
| 1975/1976     | Zagłębie Sosnowiec | I liga     | 29    | 5    |
| 1976/1977     | Zagłębie Sosnowiec | I liga     | 29    | 1    |
| 1977/1978     | Zagłębie Sosnowiec | I liga     | 27    | 0    |
| 1978/1979     | Zagłębie Sosnowiec | I liga     | 24    | 1    |
| 1979/1980     | Zagłębie Sosnowiec | I liga     | 24    | 1    |
| 1980/1981     | Zagłębie Sosnowiec | I liga     | 20    | 1    |
| 1981/1982     | Zagłębie Sosnowiec | I liga     | 0     | 0    |
| 1983/1984     | CO du Puy          | Division 3 | ?     | ?    |
| 1984/1985     | CO du Puy          | Division 2 | 4     | 0    |